# Johannes Moritzen
Johannes Christian Heinrich Moritzen (* 27. Oktober 1889 in Aventoft; † 23. August 1980 in Schleswig) war evangelisch-lutherischer Theologe und Pfarrer.

## Leben
1916 wurde er Pfarrer in Jels, 1920 Pfarrer in Krusendorf, 1929 Pfarrer in Kiel, 1937 Pfarrer in Friedrichstadt, 1946 Pfarrer in Schönkirchen und 1956 emeritiert.

## Schriften (Auswahl)
- Wege zur Weihnacht. Advents- und Weihnachtserzählungen. Hamburg 1962, OCLC 73575850.
- Die Heiligen in der nachreformatorischen Zeit. Flensburg 1971, OCLC 789218.
- Aventoft, das Dorf an der Grenze. Kleines Heimatbuch. Husum 1977, ISBN 3-88042-050-5.
- In neun Gärten ging mein Fuß. Breklum 1979, ISBN 3-7793-1007-4.